# Perestroika
Perestroika (рус. Перестройка) — советская компьютерная игра, созданная Никитой Скрипкиным в 1989 году и выпущенная кооперативом Locis в 1990 году. Изначально игра была разработана для MS-DOS, а в 1995 году портирована на Windows.
Является одной из игр, разработанных во время зарождения индустрии компьютерных игр в России.
Игра названа в честь Перестройки, на заставке игры изображён Михаил Горбачёв на фоне Кремлёвской стены. Заставка идёт со звуковым сопровождением — граммофонной записью песни «Дубинушка», исполняемой Фёдором Шаляпиным — своеобразное сравнение граммофона со звуковой подсистемой ЭВМ — PC Speaker.

## Сеттинг

Меню и помощь в игре

Действие игры происходит в годы Перестройки. В это время демократ прыгает по зарождающимся островкам свободы и избегает встречи со злобными «бюрократами». В своей борьбе демократ должен проходить Этапы Большого Пути, прыгая по законам и постановлениям, и улучшая при этом благосостояние и жизненный уровень народа. Под аркадными действиями подразумевается сбор товаров народного потребления, выполнение валютных операций, избегание прогрессивного налога, возможное попадание в авантюры и умение обхитрить бюрократов.
С точки зрения сеттинга предполагалось, что предпринимателям во время Перестройки приходилось прыгать как лягушка по кочкам, и подбирать всё, что плохо лежит. Если зазевался или остановился, то земля уходит из под ног и игрок оказывается в болоте. Если прыжок не туда — то тоже попадание в болото. Игрок может предположить, что он успеет проскочить по пропадающим законам и постановлениям, но если он не успел (кочка потонула), то игрок погибает.
Демократ имеет зеленый цвет, а все происходящее напоминает болото. Поэтому во множестве описаний игры она воспринимается как управление лягушкой в болоте, которая прыгает по лилиям и избегает жуков.

## Игровой процесс

Игровой процесс Perestroika

Игрок управляет демократом с помощью стрелок на клавиатуре, который должен прыгать по законам и постановлениям (изображённых в виде уменьшающихся со временем овалов зелёного цвета), и таким образом добраться из левого нижнего угла в правый верхний, в котором находится монета как символ следующего «Этапа Большого Пути». Если демократ прыгает на пустое поле или если закон и постановление под демократом исчезают, то он погибает. Сами же законы и постановления, постепенно уменьшаясь, исчезают, а также появляются в пустых местах в случайном порядке.
Игровое поле представлено прямоугольной сеткой, в узлах которой могут находиться законы и постановления, каждый из которых имеет свой размер и уменьшается со своей скоростью.
На законах и постановлениях могут появляться шарики различных цветов, которые в терминах игры «даются» демократу. Подбирая их, он тем самым их «реализует». В игре в виде этих шариков имеются следующие предметы:
- «товары народного потребления» (шарики синего цвета) — увеличивают благосостояние (то есть количество набранных игроком очков);
- «валютные операции» (шарики красного цвета) — значительно увеличивают благосостояние;
- «прогрессивный налог» (шарики оранжевого цвета), они могут появляться сами собой или создаваться бюрократом при его нахождении рядом с другим, положительным предметом. Демократу нежелательно подбирать эти шарики, так как это уменьшает его благосостояние, но иногда ему просто приходится проходить через законы и постановления с «прогрессивным налогом», чтобы спастись от бюрократа и перейти на следующий уровень игры;
- «авантюра» (шарики кроваво-красного цвета) — одно из случайных событий («материальное поощрение» — даёт много благосостояния; жизнь или смерть бюрократа — появляется новый бюрократ или исчезает имеющийся; жизнь или смерть демократа — демократ немедленно погибает или у него появляется новый соратник).

Благосостояние в игре рассматривается как очки, а «Этапы Большого Пути» — как уровни. Игрок имеет несколько попыток (жизней), которые представлены в виде нескольких соратников демократа. При наборе определённого количества очков по ходу игры демократу даются бонусы в виде появления дополнительных соратников.
В игре присутствуют бюрократы, которые перемещаются также по законам и постановлениям, как и демократ, но при этом они пытаются поймать демократа. Если демократ и бюрократ оказываются на одном и том же законе и постановлении, то демократ погибает. Бюрократ также может погибнуть, если исчезнет из-под ног его основание (при этом бюрократ превращается в шарик — «авантюру»). ИИ бюрократов довольно хороший, и по этой причине одной из задач игрока является не просто проходить уровень, а обманывать бюрократа и собирать на уровне большое количество бонусных предметов.
«Этапы Большого Пути» представляют собой уровни, каждый из которых усложняется по мере прохождения. Таким образом увеличивается размер игрового поля, появляются новые предметы и бюрократы и увеличивается их количество. Со временем начинают появляться предметы прогрессивного налога без действия бюрократа, а монета «Этапа Большого Пути», обозначающая точку перехода на следующий уровень игры, может перемещаться во все четыре угла игрового поля.

## Разработка и выход игры
Игра написана на Borland C++ с использованием BGI-графики и требует графического режима 640×350. Главный герой в игре похож на персонажа из игры Tower Toppler и такое же название имеет файл игры «toppler.exe».
Изначально игра написана для компьютеров своего времени, и в настоящее время её звуковые эффекты эмуляторами корректно не поддерживаются.
Первая версия игры была написана выпускником МФТИ Никитой Скрипкиным. 27 декабря 1990 года программа была зарегистрирована Государственным комитетом СССР по вычислительной технике и информатике, а также Государственным реестром программ для ЭВМ и выдано «Свидетельство о Государственной регистрации на программу для ЭВМ» № 133.
Разработчик считает, что игра распространилась за две недели по всему миру (как он утверждает, его друзья через две недели после выпуска привезли игру из Америки, даже не подозревая, что это его работа). По его словам, после распада СССР игра разошлась многомиллионным тиражом. Успех проекта стал толчком к организации Скрипкиным собственной компании с названием NIKITA. Авторы не заработали на этой игре денег, но она принесла известность и деловые контакты.

## Оценки и мнения
Игра получила успех у пользователей.
На Западе сеттинг и происходящее в игре рассматривалось как пример рыночной ситуации в России. В частности, что глазами россиян их предпринимателям приходится прыгать в болоте, за ними гоняются бюрократы до тех пор, пока не поймают, и потом поют «Ча-ча-ча!».
В обзоре словацкого агрегатора DOS-игр было отмечено, что игра имеет русский интерфейс и кириллицу, что является проблемой для не русскоязычных пользователей, но тем не менее, в игру легко играть. Отдельно сообщено о том, что игра имеет простую графику и высокую случайность уровней, из-за которой игра может становится внезапно сложной и быстро заканчиваться. Данный обзор дал игре оценку 6/10.
Агрегатор классических PC-игр сообщил, что графика простая и качественная, но на уровне игры Pac-Man. Также он отметил незабываемое звуковое сопровождение оригинальной версии (включая музыку заставки и звуки бюрократов). В данной оценке, как и во мнении словацкого ресурса, сказано, что игра становится надоедливой после десятка попыток.
По оценке сетевого ресурса классических игр old-games.com игра не плохая, а идея очень простая. Здесь отмечено, что политическая составляющая игры присутствует и она оригинально спроецирована на аркаду. Также сказано, что игра интересна и имеет историческую ценность.
После событий 1993 года фирма NIKITA выпустила игру «Осада Белого Дома», которая по ряду признаков могла считаться продолжением Перестройки. Как следствие, обе игры подверглись критике со стороны политических оппозиционных сил. Одним из примеров является появившаяся в 1995 году статья в газете «Свободное слово», где автор иронически чествовал Никиту и «Никиту» за то, что компания опередила Запад, где «ещё не научились снимать золотые сливки с крови убитых граждан».

## Ремейки и клоны

Заставка в игре Toppler for Windows

Официальный ремейк был выпущен фирмой NIKITA в 1995 году под названием Toppler for Windows. В данном ремейке была повторена игровая механика оригинальной игры и изменена графика. Программа написана для Windows 3.1 Антоном Бойцевым, графика выполнена Евгением Харкевичем, а музыка и звук — Александром Чистяковым.
В 2011 году в интервью Никита Скрипкин сообщил о том, что для игры, как и для других проектов компании, может быть выпущено продолжение.
В 1992 году чешской командой была выпущена игра на ZX Spectrum.
Существует ремейк для ПЭВМ «Агат», написанный в 1992 году учениками московской школы № 263 под псевдонимом DIAR D&M.
Существует несколько клонов на веб-платформах и мобильных устройствах.

## Публикации
- «Двадцать лет без Советского Союза – двадцать лет с «Никитой»» — публикация в журнале Страна Игр[1].
- Dewayne Rocky Aloysius. Perestroika (Video Game). — Populpublishing, 2012. — С. 56. — ISBN 9786138825449.[28]